# Paso Naranjo 1ra. Sección
Paso Naranjo 1ra. Sección är en ort i Mexiko.   Den ligger i kommunen Salto de Agua och delstaten Chiapas, i den sydöstra delen av landet, 800 km öster om huvudstaden Mexico City. Paso Naranjo 1ra. Sección ligger 58 meter över havet och antalet invånare är 288.
Terrängen runt Paso Naranjo 1ra. Sección är huvudsakligen kuperad, men söderut är den platt. Runt Paso Naranjo 1ra. Sección är det ganska glesbefolkat, med 38 invånare per kvadratkilometer. Närmaste större samhälle är Salto de Agua, 6,9 km nordväst om Paso Naranjo 1ra. Sección. Trakten runt Paso Naranjo 1ra. Sección består till största delen av jordbruksmark.